# Club Sportivo Sergipe
El Club Sportivo Sergipe és un club de futbol brasiler de la ciutat d'Aracaju a l'estat de Sergipe.

## Història
El club va néixer el 17 d'octubre de 1909, fundat per dissidents del Cotinguiba Esporte Clube. En els seus inicis fou fundat com un club de rem, i el gener de 1910 fou batejat el primer vaixell amb el nom Nereida. El 1916 es creà la secció de futbol. És el club amb més triomfs al campionat sergipano. El 1972, el Sergipe fou el primer club de l'estat en competir al Campeonato Brasileiro Série A, finalitzant el 26è.

## Palmarès

### Futbol
- Campionat sergipano:
  - 1922, 1924, 1927, 1928, 1929, 1932, 1933, 1937, 1940, 1943, 1955, 1961, 1964, 1967, 1970, 1971, 1972, 1974, 1975, 1982, 1984, 1985, 1989, 1991, 1992, 1993, 1994, 1995, 1996, 1999, 2000, 2003, 2013

- Torneig d'Inici: 
  - 1921, 1942, 1946, 1963

- Torneig Centenari de Maceió:
  - 1939

- Campionat Capital:
  - 1939, 1945, 1960

- Torneig Ciutat d'Aracaju: 
  - 1968

### Rem
- Campionat sergipano de Rem: 
  - 1911, 1913, 1916, 1919, 1922, 1929, 1939, 1940, 1941, 1942, 1943, 1944, 1946